# From Justin to Kelly
From Justin to Kelly is een film uit 2003 met Kelly Clarkson en Justin Guarini, de finalisten van de eerste serie van American Idol. 
De film speelt zich af tijdens "spring break" in Miami, Florida. De zingende serveerster Kelly (gespeeld door Clarkson) ontmoet de student Justin (gespeeld door Guarini), ze vallen voor elkaar, en proberen elkaar de rest van de film voor zich te winnen.
Behalve dit hoofdplot spelen er zich nog een aantal verhalen parallel af. Kelly's vriendin, Kaya, wordt verliefd op bordenwasser Carlos en Kelly's andere vriendin, Alexa, probeert te voorkomen dat Justin en Kelly elkaar zullen ontmoeten. Justins vriend, Brandon, verpest het iedere keer bij een knappe agente en Justins andere vriend, Eddie, probeert aan te pappen met een chatvriendin.
De recensenten begonnen de film, nadat de productie bekendgemaakt was, op voorhand al af te kraken. De film was dan ook de flop die ze voorspeld hadden. Bioscoopketens dreigden de film helemaal niet te vertonen toen uitgever 20th Century Fox (die de flop al verwachtte) bekendmaakte de film na zes weken over te zetten op video. Om de bioscoopeigenaren tegemoet te komen, verschoof Fox de lanceringsdatum een paar maanden verder. Na het eerste draaiweekeinde werd de oorspronkelijke première weer aangehouden.
Op de Internet Movie Database staat de film op een prominente plek op de lijst van "100 slechtste films ooit gemaakt." De Amerikaanse recensent Criag Kilborn gaf een korte maar krachtige recensie de dag na de première, met de woorden: "Dit is de film: From Justin To Kelly. Hier is mijn recensie: "From Theater To Video"."
Clarksons op dat moment rijzende carrière werd niet beïnvloed door deze mislukking. De slechte publiciteit viel echter samen met de lang uitgestelde lancering van Guarini's debuutalbum.